# Clairaut (cratère)
Pour l’article homonyme, voir Clairaut.
Clairaut est un cratère d'impact sur la face visible de la Lune. Il se trouve au sud-est du cratère Barocius (cratère); à l'ouest de Brieslak, au nord-ouest de Baco et juste au sud-ouest du cratère Cuvier. Le cratère est fortement érodé et le contour du cratère est recouvert entièrement au sud et à l'ouest par les cratères satellites "Clairaut A" et "Clairaut B", ce dernier étant lui-même chevauché par le cratère secondaire "Clairaut C". Au centre du cratère principal Clairaut, se trouve le petit cratère "Clairaut D".
Le nom de Clairaut fut officiellement adopté par l'Union astronomique internationale (UAI) en 1935 en l'honneur du mathématicien Alexis Claude Clairaut. 

## Cratères satellites
Les cratères dits satellites sont de petits cratères situés à proximité du cratère principal, ils sont nommés du même nom mais accompagné d'une lettre majuscule complémentaire (même si la formation de ces cratères est indépendante de la formation du cratère principal). Par convention ces caractéristiques sont indiquées sur les cartes lunaires en plaçant la lettre sur le point le plus proche du cratère principal. Liste des cratères satellites de Clairaut.
| Clairaut | Latitude | Longitude | Diamètre |
| -------- | -------- | --------- | -------- |
| A        | 48.9° S  | 14.8° E   | 36 km    |
| B        | 48.3° S  | 12.6° E   | 43 km    |
| C        | 48.1° S  | 13.5° E   | 17 km    |
| D        | 47.3° S  | 14.2° E   | 12 km    |
| E        | 46.4° S  | 12.6° E   | 29 km    |
| F        | 46.0° S  | 14.5° E   | 23 km    |
| G        | 47.2° S  | 11.7° E   | 6 km     |
| H        | 48.9° S  | 12.1° E   | 9 km     |
| J        | 45.7° S  | 12.7° E   | 14 km    |
| K        | 49.7° S  | 14.0° E   | 12 km    |
| M        | 46.1° S  | 13.8° E   | 5 km     |
| P        | 49.0° S  | 11.8° E   | 9 km     |
| R        | 48.0° S  | 15.9° E   | 15 km    |
| S        | 47.5° S  | 16.3° E   | 22 km    |